# الملاكمة في أولمبياد 2004
في رياضة الملاكمة في الألعاب الأولمبية الصيفية الثامنة والعشرون تنافس الملاكمون على 11 ميداليات ذهبية. كانت المسابقات حكرا على الرجال وكانت كل مباراة مؤلفة من 4 جولات استغرقت كل جولة دقيقتين. من منطقة الشرق الأوسط فاز الملاكم أتغون يلجين كايه من تركيا بفضية وزن الذبابة وأحمد إسماعيل من مصر ببرونزية وزن الخفيف الثقيل (72.6 - 79.4 كغ) ومحمد السيد من مصر ببرونزية الوزن الثقيل ومحمد على من مصر بفضية ما فوق ال 91 كيلو غرام وناصر الشامي من سوريا ببرونزية الوزن ماتحت 91 كغم.

## ترتيب الفرق
| الترتيب | الدولة         |   |   |   |   |
| 1.      | كوبا           | 5 | 2 | 1 | 8 |
| 2.      | الاتحاد الروسي | 3 | 0 | 3 | 6 |
| 3.      | كازاخستان      | 1 | 1 | 1 | 3 |
| 4.      | تايلند         | 1 | 1 | 1 | 3 |